# جبن السفط
جبن السفط أو السلة (بالتركية: sepet peyniri) هو نوع من الجبن مصدره مناطق البحر الأبيض المتوسط. كما يوحي اسمها تُكوَّن الجبنة سلة أو سفط ما يترك بصمة منسوجة على سطحها. الجبن الطازج ليس مالح الطعم إلا أن الجافة مالحة قليلاً.
هذه الجبنة التركية هي جبنة خثارة طازجة مصدرها منطقة بحر إيجة. وصفتها الأصيلة تتضمن استخدام حليب الماعز ولكن يغلب اليوم تخثير حليب الأغنام والأبقار. يرتبط الجبن في الغالب بالمدن الساحلية ولا سيما قارابورون وجِشمة وأيوالق حيث يُصنع عمومًا من حليب الأغنام. يتم تصنيعه تقليديًا باستخدام سلال من القصب تسمى gova، أما التجارية ففي أسفاط لدنة.